# Попівська сільська рада (Берегівський район)
| Попівська сільська рада — колишній орган місцевого самоврядування у Берегівському районі Закарпатської області з адміністративним центром у с. Попово. Сільській раді підпорядковані населені пункти: - с. Попово - с. Гетен - с. Мале Попово |

## Склад ради
Рада складається з 18 депутатів та голови.

## Керівний склад сільської ради
| ПІБ                      | Основні відомості                                                                       | Дата обрання | Дата звільнення |
| ------------------------ | --------------------------------------------------------------------------------------- | ------------ | --------------- |
| Гегедюш Жужанна Бейлівна | Сільський голова, 1962 року народження, освіта, позапартійна                            | 26.03.2006   | 31.10.2010      |
| Кіш Пал Йосипович        | Сільський голова, 1961 року народження, освіта середня спеціальна, член Партії регіонів | 31.10.2010   |                 |

Примітка: таблиця складена за даними джерела